# Rajd Rosyjska Zima 1979
Rajd Rosyjska Zima 1979 (8. Rallye Russkaya Zima 1979) – ósma edycja rajdu samochodowego Rajd Rosyjska Zima rozgrywanego w ZSRR. Rozgrywany był od 15 do 16 grudnia 1979 roku. Rajd był siódmą rundą Rajdowego Pucharu Pokoju i Przyjaźni w roku 1979.

## Klasyfikacja rajdu
| Miejsce                        | Kierowca                       | Pilot                          | Samochód                       | Czas                           | Strata                         |                                |
| Klasyfikacja generalna i RPPiP | Klasyfikacja generalna i RPPiP | Klasyfikacja generalna i RPPiP | Klasyfikacja generalna i RPPiP | Klasyfikacja generalna i RPPiP | Klasyfikacja generalna i RPPiP | Klasyfikacja generalna i RPPiP |
| ------------------------------ | ------------------------------ | ------------------------------ | ------------------------------ | ------------------------------ | ------------------------------ | ------------------------------ |
| 1.                             | Vladimir Goltsov               | Sergey Shtin                   | Moskvich 412                   | 2:00:02                        | -                              |                                |
| 2.                             | Konstantin Antropov            | Anatoliy Brum                  | Lada 1600                      | 2:02:44                        | +2:42                          |                                |
| 3.                             | Anatoliy Kozyrchikov           | Mikhail Titov                  | Moskvich 2140                  | 2:02:45                        | +2:43                          |                                |
| 4.                             | Vello Õunpuu                   | Aarne Timusk                   | Lada 1600                      | 2:06:45                        | +6:43                          |                                |
| 5.                             | Vladimir Ganin                 | Tõnu Vunn                      |                                | 2:07:03                        | +7:01                          |                                |
| 6.                             | Nikolay Bolshikh               | Igor Bolshikh                  | Lada 1600                      | 2:09:02                        | +9:00                          |                                |
| 7.                             | Nikolay Elizarov               | Sergey Gogunov                 | Lada 1600                      | 2:11:48                        | +11:46                         |                                |
| 8.                             | Yakov Agishev                  | Vladimír Neyman                | Moskvich 412                   | 2:12:47                        | +12:45                         |                                |
| 9.                             | Aleksandr Grayf                | Gennadiy Kolomiyets            |                                | 2:14:18                        | +14:16                         |                                |
| 10.                            | Dieter Heimbürger              | Roland Weitz                   | Wartburg 353 W                 | 2:18:49                        | +18:47                         |                                |